# یانگ کیونگ-ایل
یانگ کیونگ-ایل (به کره‌ای: 양경일؛ زاده ۷ اوت ۱۹۸۹) کشتی‌گیر کشور کره شمالی در دسته‌های ۵۵ و ۵۷ کیلوگرم کشتی آزاد است. او برنده مدال برنز المپیک ۲۰۱۲ لندن در دسته ۵۵ ک‌گ و قهرمان کشتی جهان در سال‌های ۲۰۰۹ و ۲۰۱۴ است. کیونگ-ایل در سطح آسیا نیز برنده مدال نقره بازی‌های آسیایی ۲۰۱۰ گوانگژو و قهرمان کشتی آسیا در سال ۲۰۱۱ شده است.
وی در سال ۲۰۱۶ میلادی در المپیک ریو در وزن ۵۷ کیلو حاضر بود که در دور اول از ری هیگوچی کشتی گیر ژاپنی شکست خورد و با توجه به حضور این کشتی گیر در فینال، به دیدار شانس مجدد رفت. او در اولین مرحله شانس مجدد از سد اسدالله لاچینائو کشتی گیر بلاروسی گذشت اما در مرحله ی دوم شانس مجدد به یولیس بون کشتی گیر کوبایی باخت و از دور رقابت ها کنار رفت.